# Expedição África
Expedição África é uma série estadunidense transmitida pelo History.

## Sinopse
A 30 quilômetros da costa da África Ocidental, quatro exploradores embarcam em direção ao desconhecido no interior da Tanzânia. Eles viajarão mais de 1.500 quilômetros em terreno africano para reviver uma das aventuras mais impressionantes da exploração moderna: a viagem do jornalista Henry Morton Stanley em 1871 para encontrar o Dr. Stanley Livingstone. Agora esta extraordinária aventura chega até o History nesta série de 8 episódios.